# 네스터 카보넬
네스터 개스턴 카보넬(Nestor Gastón Carbonell, 1967년 12월 1일 ~ )은 미국의 배우, 감독, 영화 각본가이다. ABC 드라마 《로스트》에서 리처드 앨퍼트 역을, 영화 《다크 나이트》(2008)에서 앤서니 가르시아 시장 역을 맡았다.

## 출연 작품

### 영화
- 다크 나이트 (2008)
- 다크 나이트 라이즈 (2012)
- 크라운 하이츠 (2017)

### 텔레비전
- 로스트 (2007-10) - 리처드 앨퍼트 역
- 링거 (2011-12)
- 베이츠 모텔 (2013-17)
- 더 모닝쇼 (2019-현재)